# Пемброук Пайнс
Пемброук Пайнс (на английски: Pembroke Pines) е град в щата Флорида, САЩ. Намира се в южната част на щата в окръг Брауърд. Градът е с население от 170 712 жители (по приблизителна оценка от 2017 г.), което го прави втори по население в окръга, 10-и във Флорида и 150-и в САЩ. Общата му площ е 89,2 кв. км. Разположен е в часова зона UTC-5, а през лятото в UTC-4 на 2 м н.в. Кмет е Франк Ортис. Телефонните му кодове са 954, 754.